# 巴尔滕省
巴尔滕省（土耳其語：Bartın ili）是位于土耳其北部黑海沿岸的一个省，面积2,120平方公里，首府巴尔滕。